# Phellorinia herculeana
Phellorinia là một chi nấm thuộc họ Phelloriniaceae. Đây là chi đơn loài, chứa một loài Phellorinia herculeana, được mô tả bởi nhà tự nhiên học người Anh Miles Joseph Berkeley năm 1843 là P. inquinans.